# 胡家園駅
座標: 北緯39度2分23秒 東経117度36分4秒 / 北緯39.03972度 東経117.60111度
胡家園駅（こかえんえき）とは中華人民共和国天津市浜海新区に位置する天津地下鉄9号線の駅である。

## 駅構造
- 相対式ホーム2面2線を有する高架駅。

## 歴史
- 2006年3月1日 - 開業。但し、それ以前にも社員専用駅として駅自体は存在して居た。

## 隣の駅
- ■9号線

鋼管公司駅 - 胡家園駅 - 塘沽駅